# Prismatocarpus pauciflorus
Prismatocarpus pauciflorus är en klockväxtart som beskrevs av Robert Stephen Adamson. Prismatocarpus pauciflorus ingår i släktet Prismatocarpus och familjen klockväxter. Inga underarter finns listade i Catalogue of Life.